# Eduard Fauler

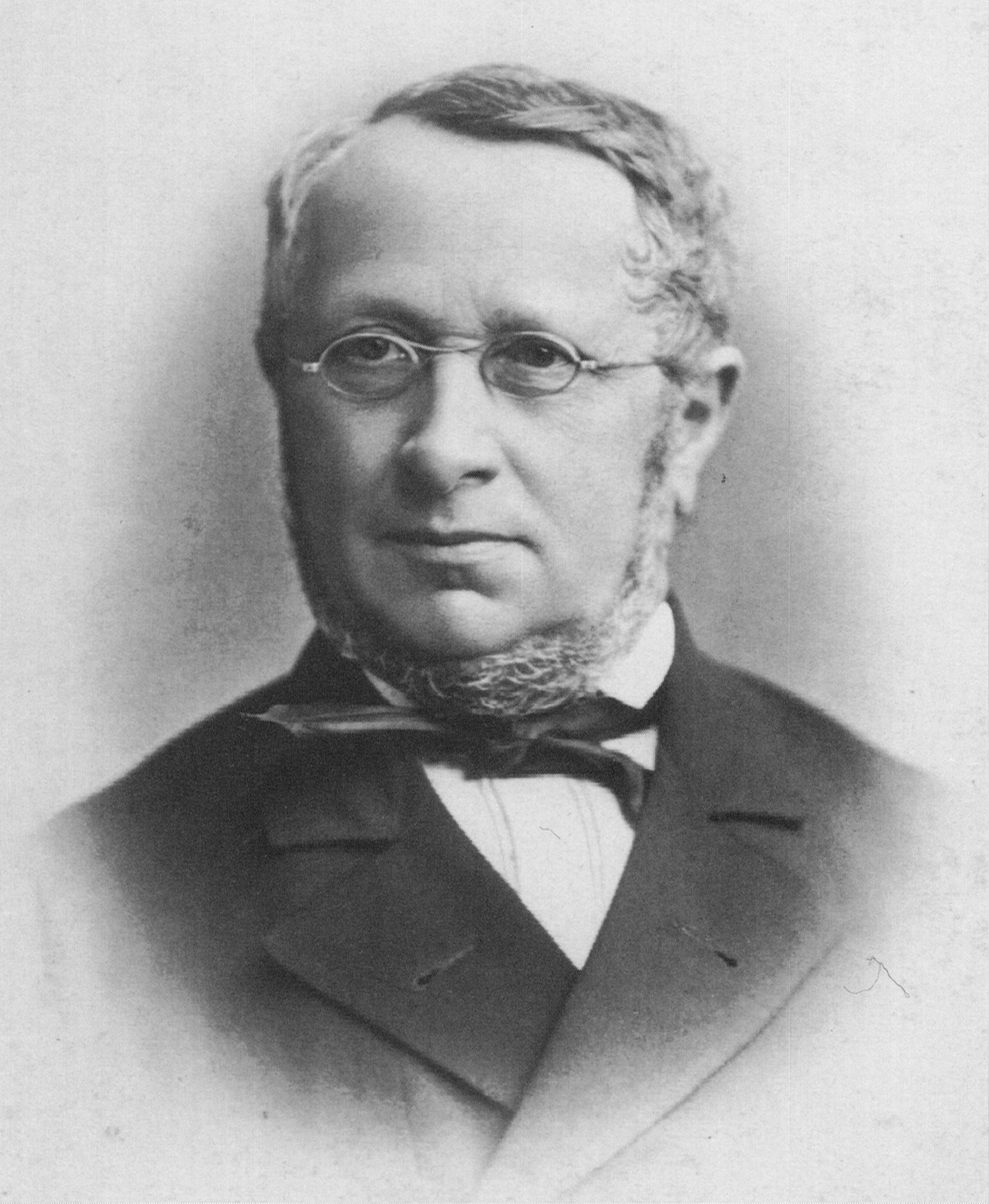
Eduard Johann Anton Fauler

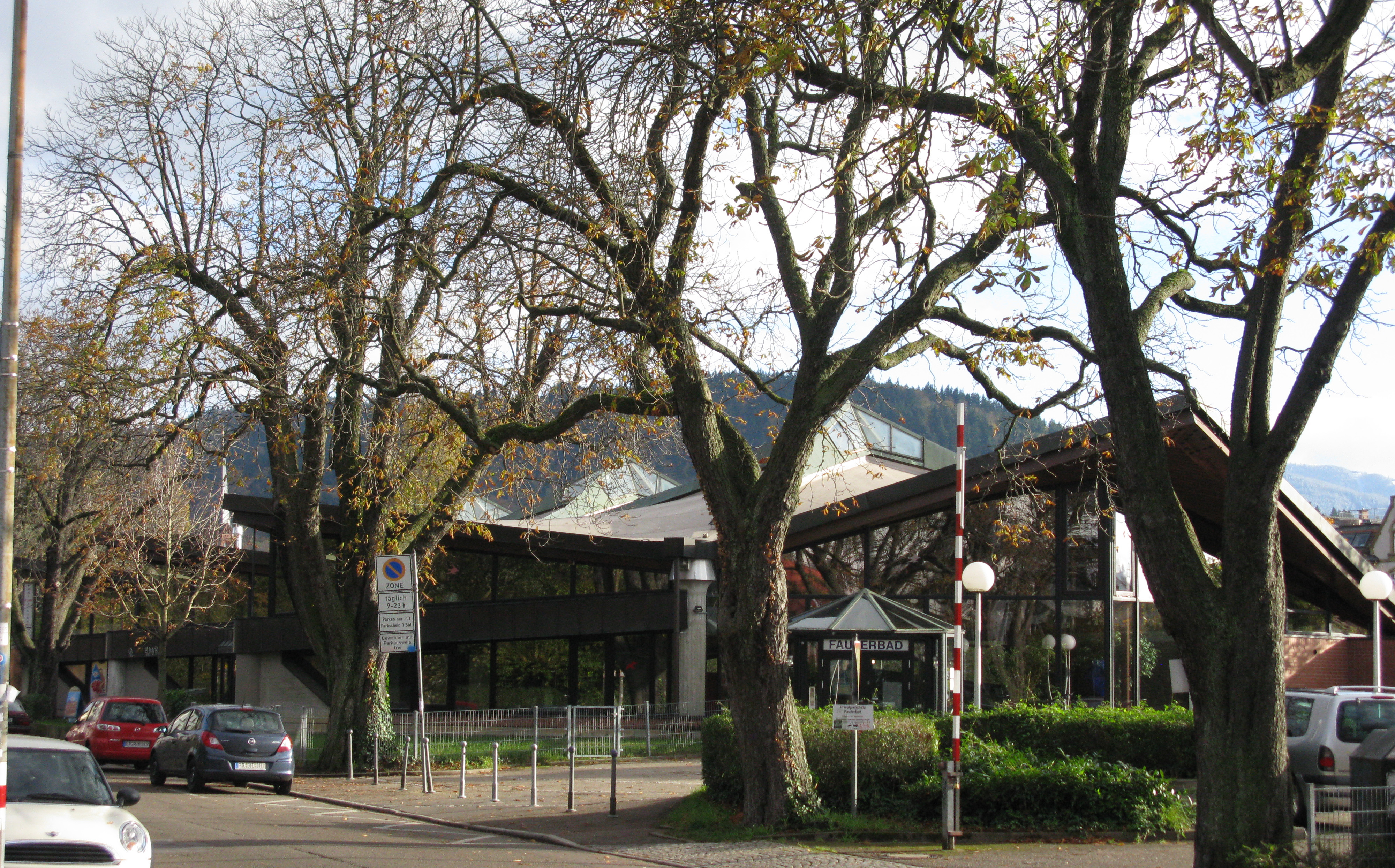
Faulerbad in Freiburg

Eduard Johann Anton Fauler (* 26. Juli 1819 in Thiergarten, Hohenzollern-Sigmaringen; † 22. August 1882 in Tübingen) war ein deutscher Eisenwerks- und Gutsbesitzer sowie Politiker.

## Leben
Eduard Fauler war der Sohn von Philipp Anton Fauler, dem Verwalter und späterem Mitpächter eines Hüttenwerks in Thiergarten. Zusammen mit seinem Bruder Hermann war er Eigentümer des Hüttenwerks Ph. Ant. Fauler in Falkensteig, wobei er selbst in Freiburg lebte und einen Eisenhandel und den Verkauf der eigenen Produkte betrieb.
Fauler war von 1859 bis 1871 Bürgermeister von Freiburg und Mitglied der Führungsspitze der Nationalliberalen Partei in Baden. Er war ein Mann der Tat und weniger des Wortes. So nahm Freiburg trotz sparsamer Haushaltsführung unter ihm einen großen Aufschwung. Die Stadt dehnte sich nach Süden und Nordwesten aus, wobei die Einwohnerzahl zwischen 1861 und 1871 von 17 000 auf 25 000 stieg. Das Gewerbe vergrößerte und erweiterte sich. Fauler trieb die Bahnlinie zwischen Freiburg und Breisach voran und bereitete den Bau der Höllentalbahn vor. Zu seiner Zeit wurde die erste Badeanstalt an der Dreisam errichtet und später nach ihm benannt. Nach über 100 Jahren Bestehen musste sie 1972 dem Bau des Zubringers Mitte weichen. 1983 entstand das heutige Hallenbad, welches nicht mehr mit Dreisamwasser gespeist wird. Unter Fauler dehnte sich die Neue Anatomie aus und das Berthold-Gymnasium wurde errichtet.
Fauler trat für die Unabhängigkeit, Selbstständigkeit und Selbstverwaltung der Gemeinden ein. Im Streit um einen 1859 abgeschlossenen Konkordatsvertrag trat er für die weiblichen Lehranstalten und die bedrohte Lehrfreiheit der Universität ein. Durch deren Ausbau in den folgenden Jahren wurden immer mehr Studenten nach Freiburg gezogen.
Von seiner Grundhaltung her ein Bürgerlicher, strebte Fauler stets den Ausgleich und praktische Lösungen an, wobei er nie seine Überzeugungen verleugnete. Als er sich für die aufgeklärte, liberale Theologie Ignaz Heinrich von Wessenbergs einsetzte, machte er sich auf kirchlicher Seite viele Feinde.
Die Leistung Faulers als Bürgermeister wurde von den Bürgern Freiburgs so anerkannt, dass er 1871 überzeugend wiedergewählt wurde, obgleich bereits feststand, dass er aus gesundheitlichen Gründen die Wahl nicht annehmen würde.
Von 1860 bis 1866 und von 1875 bis 1881 war Fauler Mitglied und 1879/80 2. Vizepräsident der II. Kammer des Badischen Landtags, von 1868 bis 1870 Abgeordneter im Zollparlament und von 1871 bis Anfang 1872 Mitglied des Reichstags. In dieser Zeit galt er als überzeugter Kulturkämpfer unter den Nationalliberalen.
Gleich nach dem Tod von Eduard Fauler wurde die heute in der Freiburger Innenstadt gelegene Grünstraße in Faulerstraße umbenannt. An dieser liegt auch das nach Fauler benannte Hallenbad. Die Eduardshöhe zwischen Horben und St. Ulrich im Schwarzwald, über die lange Zeit die einzige Verbindung über den Schauinsland zwischen Rhein- und Wiesental führte, ist auch nach ihm benannt.